# Betty Ann Bjerkreim Nilsen
Betty Ann Bjerkreim Nilsen (ur. 7 września 1986 r. w Kristiansand) – norweska biegaczka narciarska oraz biegaczka na orientację. Wielokrotna medalistka mistrzostw świata juniorów w obu sportach oraz złota medalistka mistrzostw świata w biegu na orientację.

## Kariera
Po raz pierwszy na arenie międzynarodowej Betty Ann Bjerkreim Nilsen pojawiła się 20 grudnia 2003 roku w zawodach juniorów w Lillehammer, gdzie zajęła 9. miejsce w sprincie techniką dowolną. W 2004 roku wystąpiła na Mistrzostwach Świata Juniorów w Stryn, zajmując czwarte miejsce w sztafecie oraz piąte w biegu na 15 km techniką klasyczną. Rok później, podczas Mistrzostw Świata Juniorów w Rovaniemi wywalczyła złoty medal w sztafecie oraz brązowe w biegu na 5 km stylem dowolnym oraz biegu łączonym na 10 km. Na Mistrzostwach Świata Juniorów w Kranju w 2006 roku zdobyła kolejny złoty medal w sztafecie, a bieg łączony na 10 km ukończyła na drugiej pozycji. Ponadto na Mistrzostwach Świata Młodzieżowców w Praz de Lys – Sommand w 2009 roku wywalczyła srebrny medal w biegu techniką dowolną na 10 km.
W Pucharze Świata w biegach narciarskich zadebiutowała 16 listopada 2006 roku w Gällivare, zajmując 33. miejsce w biegu na 10 km stylem dowolnym. Pierwsze punkty wywalczyła niedługo później, 26 listopada w Ruce, gdzie była dziewiąta na tym samym dystansie stylem klasycznym. W klasyfikacji generalnej sezonu 2006/2007 zajęła ostatecznie 54. miejsce. Równocześnie z biegami narciarskimi Nilsen uprawiała także bieg na orientację. Od 2010 roku postanowiła się skupić na drugim z tych sportów.
Na mistrzostwach świata juniorów w biegu na orientację Norweżka zdobyła pięć medali. Złote wywalczyła w 2005 roku w sztafecie i 2006 roku na średnim dystansie. Ponadto w 2006 roku była druga na długim dystansie, a w latach 2003 i 2004 zajmowała trzecie miejsce w biegach sztafetowych. W 2009 roku wystartowała na Mistrzostwach Świata w Biegu na Orientację w Miszkolcu zdobywając wspólnie z koleżankami z reprezentacji złoty medal w sztafecie. W Pucharze Świata w biegu na orientację najlepszy wynik osiągnęła w sezonie 2009, który ukończyła na 16. pozycji.

## Osiągnięcia w biegach narciarskich

### Mistrzostwa świata juniorów
| Miejsce | Dzień    | Rok  | Miejscowość | Konkurencja             | Czas biegu  | Strata      | Zwycięzca       |
| ------- | -------- | ---- | ----------- | ----------------------- | ----------- | ----------- | --------------- |
| 5.      | 3 lutego | 2004 | Stryn       | 15 km stylem klasycznym | 46:12.6 min | +31.0 s     | Irina Artemowa  |
| 4.      | 8 lutego | 2004 | Stryn       | Sztafeta 4x5 km         | 58.51.3 min | +1:59.5 min | Rosja           |
| 3.      | 21 marca | 2005 | Rovaniemi   | 10 km łączony           | 29:24.9 min | +19.0 s     | Marte Elden     |
| 3.      | 25 marca | 2005 | Rovaniemi   | 5 km stylem dowolnym    | 14:24.8 min | +15.0 s     | Natalja Iljina  |
| 1.      | 26 marca | 2005 | Rovaniemi   | Sztafeta 4x3,3 km       | 54:11.1 min | -           | -               |
| 2.      | 3 lutego | 2006 | Kranj       | 10 km łączony           | 29:12.2 min | +9.6 s      | Charlotte Kalla |
| 1.      | 5 lutego | 2006 | Kranj       | Sztafeta 4x3,3 km       | 34:59.0 min | -           | -               |

### Mistrzostwa świata młodzieżowców
| Miejsce | Dzień       | Rok  | Miejscowość           | Konkurencja          | Czas biegu  | Strata  | Zwycięzca        |
| ------- | ----------- | ---- | --------------------- | -------------------- | ----------- | ------- | ---------------- |
| 26.     | 29 stycznia | 2009 | Praz de Lys – Sommand | 10 km stylem dowolny | 28:39.1 min | +42.2 s | Sylwia Jaśkowiec |
| DNS     | 31 stycznia | 2009 | Praz de Lys – Sommand | 15 km łączony        | 49:09.2 min | -       | Sylwia Jaśkowiec |

### Puchar Świata

#### Miejsca w klasyfikacji generalnej
- 2006/2007: 54.
- 2007/2008: -
- 2008/2009: 83.

#### Miejsca na podium
Nilsen nie stała na podium indywidualnych zawodów Pucharu Świata.

#### Miejsca w poszczególnych zawodach Pucharu Świata
| Sezon 2006/2007 |                           |                      |                          |                       |                           |                         |                          |                           |                    |                              |                              |                              |                             |                      |                        |                           |                        |                        |                           |                      |                          |                             |                      |                        |                        |                           |                        |                        |                      |                       |        |        |        |        |        |        |        |        |        |        |        |        |        |        |        |        |        |        |        |        |        |        |
| Düsseldorf 28.10 (SP F) | Gällivare 18.11 (10 km F) | Ruka 25.11 (SP C)    | Ruka 26.11 (10 km C)     | Cogne 13.12 (10 km C) | La Clusaz 16.12 (15 km F) | Monachium 31.12 (SP F)  | Oberstdorf 2.01 (2×5 km) | Oberstdorf 3.01 (10 km C) | Asiago 5.01 (SP F) | Val di Fiemme 6.01 (15 km C) | Val di Fiemme 7.01 (10 km F) | TdS                          | Rybińsk 20.01 (15 km F)     | Rybińsk 21.01 (SP F) | Otepää 27.01 (10 km C) | Otepää 28.01 (SP C)       | Davos 3.02 (10 km F)   | Changchun 15.02 (SP C) | Changchun 16.02 (10 km F) | Lahti 10.03 (SP F)   | Lahti 11.03 (10 km C)    | Drammen 14.03 (SP C)        | Oslo 17.03 (30 km C) | Sztokholm 21.03 (SP C) | Falun 24.03 (2×7,5 km) | punkty                    | punkty                 | punkty                 | punkty               | punkty                | punkty | punkty | punkty | punkty | punkty | punkty | punkty | punkty | punkty | punkty | punkty | punkty | punkty | punkty | punkty | punkty | punkty | punkty | punkty | punkty | punkty | punkty |
| - | 33                        | -                    | 9                        | 36                    | -                         | 60                      | 8                        | 24                        | 49                 | 30                           | 19                           | 24                           | -                           | -                    | -                      | -                         | 28                     | -                      | -                         | -                    | 36                       | -                           | 34                   | -                      | -                      | 60                        | 60                     | 60                     | 60                   | 60                    | 60     | 60     | 60     | 60     | 60     | 60     | 60     | 60     | 60     | 60     | 60     | 60     | 60     | 60     | 60     | 60     | 60     | 60     | 60     | 60     | 60     | 60     |
| Sezon 2008/2009 |                           |                      |                          |                       |                           |                         |                          |                           |                    |                              |                              |                              |                             |                      |                        |                           |                        |                        |                           |                      |                          |                             |                      |                        |                        |                           |                        |                        |                      |                       |        |        |        |        |        |        |        |        |        |        |        |        |        |        |        |        |        |        |        |        |        |        |
| Gällivare 22.11 (10 km F) | Ruka 29.11 (SP C)         | Ruka 30.11 (10 km C) | La Clusaz 6.12 (15 km F) | Davos 13.12 (10 km C) | Davos 14.12 (SP F)        | Düsseldorf 20.12 (SP F) | Oberhof 27.12 (2,8 km F) | Oberhof 28.12 (10 km C)   | Praga 29.12 (SP F) | Nové Město 31.12 (9 km C)    | Nové Město 1.01 (SP F)       | Val di Fiemme 3.01 (10 km C) | Val di Fiemme 4.01 (9 km F) | TdS                  | Whistler 16.01 (SP C)  | Whistler 17.01 (2×7,5 km) | Otepää 24.01 (10 km C) | Otepää 25.01 (SP C)    | Rybińsk 30.01 (10 km F)   | Rybińsk 31.01 (SP F) | Valdidentro 13.02 (SP F) | Valdidentro 14.02 (10 km C) | Lahti 07.03 (SP F)   | Lahti 08.03 (10 km F)  | Trondheim 12.03 (SP C) | Trondheim 14.03 (30 km C) | Sztokholm 18.03 (SP C) | Falun 20.03 (2,5 km F) | Falun 21.03 (2×5 km) | Falun 22.03 (10 km F) | FPŚ    | punkty | punkty | punkty | punkty | punkty | punkty | punkty | punkty | punkty | punkty | punkty | punkty | punkty | punkty | punkty | punkty | punkty | punkty | punkty | punkty | punkty |
| - | -                         | -                    | 18                       | 40                    | -                         | -                       | -                        | -                         | -                  | -                            | -                            | -                            | -                           | -                    | -                      | -                         | -                      | -                      | -                         | -                    | -                        | -                           | -                    | -                      | -                      | 27                        | 53                     | 56                     | -                    | -                     |        | 17     | 17     | 17     | 17     | 17     | 17     | 17     | 17     | 17     | 17     | 17     | 17     | 17     | 17     | 17     | 17     | 17     | 17     | 17     | 17     | 17     |
| Legenda |                           |                      |                          |                       |                           |                         |                          |                           |                    |                              |                              |                              |                             |                      |                        |                           |                        |                        |                           |                      |                          |                             |                      |                        |                        |                           |                        |                        |                      |                       |        |        |        |        |        |        |        |        |        |        |        |        |        |        |        |        |        |        |        |        |        |        |
| 1 2 3 4-10 11-30 31-100 wyniki anulowane DNF – zawodnik nie ukończył biegu – – zawodnik nie wystartował TdS – Tour de Ski FPŚ – Finał Pucharu Świata |                           |                      |                          |                       |                           |                         |                          |                           |                    |                              |                              |                              |                             |                      |                        |                           |                        |                        |                           |                      |                          |                             |                      |                        |                        |                           |                        |                        |                      |                       |        |        |        |        |        |        |        |        |        |        |        |        |        |        |        |        |        |        |        |        |        |        |

## Osiągnięcia w biegu na orientację

### Mistrzostwa świata juniorów
| Miejsce | Data        | Miejscowość | Konkurencja    | Czas biegu  | Strata      | Zwycięzca                |
| ------- | ----------- | ----------- | -------------- | ----------- | ----------- | ------------------------ |
| 12.     | lipiec 2003 | Põlva       | Długi dystans  | 55:36 min   | +5:57 min   | Martina Dočkalová        |
| 28.     | lipiec 2004 | Gdańsk      | Długi dystans  | 59:51 min   | +11:14 min  | Silja Tarvonen           |
| 10.     | lipiec 2004 | Gdańsk      | Średni dystans | 28:59 min   | +3:34 min   | Helen Jansson            |
| 3.      | lipiec 2004 | Gdańsk      | Sztafeta       | 1:51:43 h   | +2:33 min   | Martina Dočkalová        |
| 28.     | lipiec 2005 | Tenero      | Średni dystans | 25:51 min   | +9:30 min   | Anna Persson             |
| 1.      | lipiec 2005 | Tenero      | Sztafeta       | 2:13:46 h   | -           | -                        |
| 15.     | lipiec 2006 | Druskieniki | Sprint         | 10:46:8 min | +1:32:3 min | Ingunn Hultgren Weltzien |
| 1.      | lipiec 2006 | Druskieniki | Średni dystans | 26:19 min   | -           | -                        |
| 2.      | lipiec 2006 | Druskieniki | Długi dystans  | 53:57 min   | +4:38 min   | Hanny Allston            |

### Mistrzostwa świata
| Miejsce | Dzień       | Rok  | Miejscowość | Konkurencja    | Czas biegu  | Strata      | Zwycięzca           |
| ------- | ----------- | ---- | ----------- | -------------- | ----------- | ----------- | ------------------- |
| 24.     | 19 sierpnia | 2009 | Miszkolc    | Średni dystans | 37:09 min   | +6:34 min   | Dana Brožková       |
| 1.      | 21 sierpnia | 2009 | Miszkolc    | Sztafeta       | 2:13:10 min | -           | -                   |
| 10.     | 8 sierpnia  | 2010 | Trondheim   | Sprint         | 16:06.2 min | +58.0 s     | Simone Niggli-Luder |
| 17.     | 16 sierpnia | 2011 | Sabaudia    | Sprint         | 13:14.3 min | +1:12.2 min | Linnea Gustafsson   |

### Puchar Świata w biegu na orientację

#### Miejsca w klasyfikacji generalnej
- sezon 2007: 46.
- sezon 2009: 16.
- sezon 2010: 74.
- sezon 2011: 20.